# Цензура в Германии
Цензура в Германии — ограничения свободы слова в Германии.

## Германская цензура в XIX веке
18 марта 1806 года император Франц издал указ о цензуре содержания литературных произведений. В частности запрещались любовные романы, так называемые «романы о гениях» и романы о привидениях, рыцарях и разбойниках.
В Германии предварительная цензура была уничтожена в 1815 году, но союзное постановление, состоявшееся 20 сентября 1819 г. на основании решения Карлсбадской конференции, восстановило предварительную цензуру во всех государствах Германского союза для всех периодических изданий и для книг размером менее 20 печатных листов. Союзный сейм очень строго следил за соблюдением этого постановления в отдельных государствах.
Революция 1848 года уничтожила цензуру в большинстве германских государств. Позже в отдельных государствах не раз делались попытки её восстановления, но длящегося успеха они не имели, и ограничения свободы печати сводились к более или менее суровой судебной репрессии.
После создания Германской империи конституция подчинила печать общеимперскому законодательству. 7 мая 1874 года был издан имперский закон о печати, которым были отменены местные постановления на всем протяжении германской империи, кроме Эльзас-Лотарингии, где временно были сохранены старинные французские постановления. Требование предварительного разрешения было отменено, сохранилось только правило, что на заглавном листе книги должны быть означены имя и адрес типографа и имя издателя, а для периодического издания — сверх того имя ответственного редактора (в Эльзасе требовалось предварительное разрешение на право открытия типографии).
Преступления печати были весьма разнообразны: возбуждение к неповиновению законам, призыв к совершению преступлений, разжигание взаимной классовой ненависти, опубликование государственных тайн, богохульство, клевета, оскорбление частных лиц и т. д. Привлекался к суду ответственный редактор. Суровость кар и обилие преследований привели к тому, что ответственные редакторы почти всегда бывали подставными лицами (Sitzredacteur), несмотря на то, что закон угрожал издателю 6-ю месяцами тюрьмы и 1000 марок штрафа за заведомое пользование ответственным редактором как подставным лицом. Редактор и издатель могли снять с себя ответственность и возложить её на автора, если последний был жив и находился в Германии. Кроме наказаний, суд мог постановить и уничтожение инкриминируемого произведения; допускался предварительный его арест прокуратурой, но de facto он был почти невозможен для периодических изданий вследствие быстроты их рассылки. Право опровержения ограничено тесными размерами (не свыше размера статьи, подавшей к нему повод) и строго фактическим содержанием.
«Законом о социалистах» 1878 года, сохранявшим силу до 1890 года, были установлены дополнительные ограничения свободы печати. На местные полицейские учреждения возложена была обязанность воспрещать всякого рода произведения печати, в которых проявляются социалистические тенденции, клонящиеся к ниспровержению государственного и общественного строя и могущие угрожать общественному спокойствию.

## Цензура фильмов
В начале XX века в Германской империи цензурой фильмов занималась полиция. Владельцы кинотеатров сначала показывали фильм полицейским властям, которые давали разрешение на показ.
После революции 1918 года цензура была запрещена конституцией Веймарской республики. Появление волны эротических фильмов вызвало недовольство части публики и привело к принятию в 1920 году закона о кино, по которому все фильмы должны были проверяться специальным цензурным органом (de:Filmprüfstelle), который мог запретить показ фильма или разрешить показ только в сокращённом виде . Согласно закону, фильм мог быть запрещён по следующим причинам: опасность законности и порядку, оскорбление религиозных чувств, аморальность, ущерб для репутации Германии или её международным отношениям.
С приходом к власти нацистов, органы киноцензуры были подчинены Геббельсовскому министерству народного просвещения и пропаганды, а их полномочия расширены новым законом 1934 года. Цензура резко ужесточилась. Так, многие советские фильмы, которые показывались в конце 1920-х годов в Германии в сокращенных версиях, только для взрослой аудитории или вообще без ограничений, были полностью запрещены в 1933 году.

## Цензура в Интернете
По инициативе министра по делам семьи, пенсионеров, женщин и молодежи Урсулы фон дер Ляйен «бороться» с детской порнографией в сети собирались вводом страниц-заглушек перед запретным материалом, особо подчеркнув что уже достигнута договоренность с семью крупнейшими провайдерами Германии, которым принадлежит 95 процентов рынка. Суть закона заключается в том, что секретные списки запрещённых материалов, составленные в Бундескриминаламт ежедневно рассылаются провайдерам, которые должны показывать пользователю знак «Стоп», если он пытается открыть страницу, попавшую в чёрный список. Но даже увидев такой знак, пользователь все равно сможет добраться до запрашиваемого сайта, просто сделав ещё один клик. Несмотря на самую большую в истории ФРГ гражданскую петицию в более чем 130.000 подписавшихся и интенсивную критику экспертов, Бундестаг принял закон «О барьерах в Интернете» с результатом 389 голосов «за», 128 «против», 18 воздержавшихся и 77 «не принявших участие». По словам ряда экспертов и правозащитников, данный закон открывает дверь в сторону цензуры в Интернете, так как нет никаких гарантий, что блэклист не будет распространяться на другие сферы, поскольку Бундескриминаламт отказалось ввести должность ответственного за сохранение тайны пользовательских данных, что согласно немецкому законодательству не позволит применять никаких санкций против запрещенных сайтов, а также их владельцев и посетителей. Вкупе с тем, что барьер элементарно обходится альтернативными DNS-серверами, он не может считаться действенным способом борьбы с детской порнографией. И лишь под давлением СвДП закон был пересмотрен в сторону удаления порносайтов вместо их блокирования.
Ухудшение свободы слова в немецком сегменте Интернета привело к активному противодействию со стороны общественности. В частности, в Германии были разработаны анонимные сети JAP и I2P. Кроме того, в этой стране располагается немалая доля серверов Tor. Но вскоре и к ним начали применяться разного рода санкции. Так по требованию Федерального ведомства уголовной полиции разработчики JAP были вынуждены внести в свой продукт бэкдор для спецслужб на случай возникновения угрозы для национальной безопасности страны.
В 2006 году немецкой полицией была произведена выемка шести серверов Tor по подозрению, что они использовались для доступа к детской порнографии, а в 2007 году был арестован гражданин, поставивший сервер Tor на свой личный компьютер. После этих случаев началась разработка Tor-ramdisk с целью обеспечить скрытую работу Tor в оперативной памяти для защиты лиц, запустивших у себя серверы этой сети на случай изъятия у них оборудования.